# بی‌پی سولار
بی‌پی سولار، (به انگلیسی: BP Solar) شرکت انرژی‌های تجدیدپذیر بریتانیایی است، که در زمینه نصب، احداث و راه‌اندازی نیروگاه‌های انرژی تجدیدپذیر و سلول‌های خورشیدی فتوولتاییک فعالیت می‌نماید. 
این شرکت از شرکت‌های زیرمجموعه ابر کمپانی بی‌پی به‌شمار می‌آید. دفتر مرکزی شرکت بی‌پی سولار در شهر مادرید، اسپانیا قرار دارد و دارای عملیات در کشورهای هند، جمهوری خلق چین و بریتانیا می‌باشد.